# Parque 13 de Maio
O Parque 13 de Maio consiste de uma grande área verde no bairro de Santo Amaro , Recife, Pernambuco, Brasil.
Ao ser inaugurado, media 6,9 hectares, perdendo, depois, terreno para a construção da Biblioteca Pública de Pernambuco e de três instituições educadionais.

## História

parque 13 de maio com vista para a faculdade de Direito.

O local onde o Parque 13 de Maio foi construído era, até o século XIX, um terreno de manguezais pantanoso chamado Ilha do Rato.
Seu projeto paisagístico inicial pertenceu ao engenheiro inglês William Martineau e data de 1860.
Em 1875, o engenheiro francês Emile Beringuer elaborou outro projeto para o parque.
Sua construção teve início durante o governo Barbosa Lima (1892 - 1896), porém se estendeu por décadas, e só foi inaugurado em 30 de agosto de 1939, na gestão do prefeito Novaes Filho, para abrigar o III Congresso Eucarístico Nacional.
É o primeiro parque urbano histórico do Recife. Seu nome faz menção à Lei 3.353 de 13 de Maio de 1888 quando a princesa imperial regente do império decretou a abolição da escravidão no Brasil. É a origem de seu nome.

## Vegetação
No Parque 13 de Maio podem ser encontradas árvores de várias espécies, arbustos e ervas tropicais: dendezeiros, palmeiras imperiais, palmeiras leque, paus-brasil, flamboyants, acácias, fícus-benjamim, paus d'arco, jaqueiras, mangueiras, sapotizeiros, jambeiros, abacateiros, bambus, macaibeiras, barrigudas etc.

## Obras de arte
O parque também abriga algumas esculturas e bustos de pernambucanos.
Ali estão:
- Bustos de:
  - Faria Neves Sobrinho;
  - Dantas Barreto;
  - Pereira da Costa;
- Esculturas:
  - Monumento aos cantadores, em cimento, de Abelardo da Hora;
  - Vendedor de caldo de cana, de Abelardo da Hora;
  - Monumento à homeopatia, homenagem-propaganda à homeopatia, com o nome de médicos homeopatas Hahnemann (fundador da homeopatia) e três médicos da família Sabino Pinho, introdutores e divulgadores da homeopatia no Nordeste do Brasil;
  - ´´Homenagem à FEB, um monumento em linhas modernas.

## Edificações
Fica no Parque 13 de Maio o prédio da Câmara Municipal do Recife, onde antes fora instalada a Escola Normal do Recife.
Nos seus arredores, encontramos:
- Ao norte, em terrenos que antes já pertenceram ao parque, a Biblioteca Pública Estadual, o Instituto de Educação de Pernambuco, o Colégio Estadual do Recife;
- A leste, estão o Ginásio Pernambucano e a Assembléia Legislativa de Pernambuco;
- Ao sul, encontra-se a Faculdade de Direito do Recife, na Praça Adolfo Cirne, no vizinho bairro da Boa Vista.